# Lazenay
Lazenay é uma comuna francesa na região administrativa do Centro, no departamento Cher. Estende-se por uma área de 29,64 km². Em 2010 a comuna tinha 330 habitantes (densidade: 11,1 hab./km²).